# Vektor (genetika)
Vektor je v genskem inženirstvu prenašalni sistem za vnos tuje dednine (običajno določen odsek DNK) v gostiteljsko celico. Kot vektorji se najpogosteje uporabljajo plazmidi, bakteriofagi, kozmidi in umetni kromosomi kvasovk (YAC - angleško Yeast Artificial Chromosome). Cilj uporabe vektorjev je vnos tujega odseka dednine v gostitelja na način, da gostiteljska celica sprejme vnešeni segment za del svoje dednine.

## Lastnosti vektorjev
Vektorji so DNK-molekule, v katere vgradimo odsek tuje DNK. Vektor mora v svojem nukleotidnem zaporedju vsebovati mesto, ki predstavlja začetek podvojevanja. Takšno mesto imenujemo ORI-mesto (angleško origin of replikation - začetek podvojevanja). Vektorji se namreč v gostiteljevi celici podvojujejo sami, neodvisno od gostiteljskega genoma. ORI-mesto je nujno, saj je to signal za začetek podvojevanja. Če ORI-mesto ne bi bilo prisotno, se vektor v gostiteljski celici ne bi namnoževal in se ne bi prenašal hčerinske celice.
Vsaka gostiteljska celica ne sprejme vektorja z vključeno tujo DNK, nekatere pa sprejmejo vektor, ki pa nima vgrajenega želenega odseka tuje DNK. Za ugotavljanje prisotnosti vektorja s tujo DNK se zato uporabljajo tako imenovani selekcijski označevalci. Gre za določene lastnosti, zapisane v nukleotidnem zaporedju vektorja, ki se nato v celici izrazijo in omogočajo raziskovalcu, da ugotovi prisotnost vektorja s tujim DNK-segmentom v gostiteljevi celici. Pogosto uporabljeni vektorji vsebujejo zapis za odpornost na določen antibiotik; celice, ki so sprejele vektor, izkazujejo odpornost na ta antibiotik in so zato zmožne preživeti na gojišču, v katerega je vgrajen dotični antibiotik. Celice brez vektorja odmrejo oziroma se vsaj ne morejo razmnoževati. 
Vektorji morajo vsebovati tudi mesta, kamor vgradimo tujo DNK. Gre za mesta s specifičnim nukleotidnim zaporedjem, ki jih prepoznajo encimi restrikcijske endonukleaze ter na tem mestu razrežejo vektor. Z enakim encimom izrežemo želen tuj segment DNK in da nato vgradimo v vektor s pomočjo DNK-ligaze - encima, ki zopet vzpostavi fosfodiestrske vezi med nukleotidi. 
Vektorji morajo v čim večji meri vstopiti v gostiteljevo celico ter se neodvisno od gostiteljevega genoma podvajati, da dobimo v celici čim več kopij vektorja in s tem tuje DNK. Pomembna lastnost vektorja je tudi njegova velikost. Manjši vektorji načeloma v večji meri in lažje vstopajo v gostiteljsko celico, vendar niso primerni za vgrajevanje večjih segmentov tuje DNK. 
- Seznam posameznih vektorjev ter maksimalna velikost tuje DNK, ki so jo zmožni sprejeti:

| DNK-vektor    | maks. kapaciteta v kilobazah | vzrok                                         |
| plazmidi      | 10-15 kbp                    | sicer ne poteče ponovna ciklizacija           |
| fagi (lambda) | < 25 kbp                     | sicer se tuj segment ne more vgraditi v virus |
| kozmidi       | 35-52 kbp                    | sicer se tuj segment ne more vgraditi         |
| fag P1        | ca. 90 kbp                   | ?                                             |
| BAC           | 100-300 kbp                  | ?                                             |
| PAC           | 100-300 kbp                  | ?                                             |
| YAC           | 200-800 kbp                  | nestabilnost pri mitozi in mejozi             |